# Холодная война в 1950-е годы
Хронология Холодной войны
- 1943
- 1944
- 1945
- 1946
- 1947
- 1948
- 1949
- 1950
- 1951
- 1952
- 1953
- 1954
- 1955
- 1956
- 1957
- 1958
- 1959
- 1960
- 1961
- 1962
- 1963
- 1964
- 1965
- 1966
- 1967
- 1968
- 1969
- 1970
- 1971
- 1972
- 1973
- 1974
- 1975
- 1976
- 1977
- 1978
- 1979
- 1980
- 1981
- 1982
- 1983
- 1984
- 1985
- 1986
- 1987
- 1988
- 1989
- 1990
- 1991

Военно-политическая карта мира

## Длящиеся события 1940-х годов
- Арабо-израильский конфликт (первая арабо-израильская война)
- Индо-пакистанский конфликт
- Первая Индокитайская война
- Конфронтация
  - Западной и Восточной Германии
  - Китайской Народной Республики и Республики Китай
- Движения за независимость
  - Северной Ирландии
  - Республик СССР

## 1950
- 5 января:
  - Великобритания признаёт Китайскую Народную Республику.
  - Республика Китай разрывает дипломатические отношения с Соединённым Королевством.
- 19 января: Китай официально дипломатически признал Вьетнам независимым от Франции.
- 21 января: Последние военные Гоминьдана сдаются коммунистам в континентальном Китае.
- 31 января: Президент США Гарри Трумэн объявляет о начале разработки водородной бомбы.
- 3 февраля: Советский Союз устанавливает дипломатические отношения с Индонезией посредством обмена телеграммами между Вице-президентом Индонезии Мохаммадом Хаттой и Министром иностранных дел СССР Андреем Вышинским.
- 9 февраля: Сенатор Джозеф Маккарти впервые заявляет, не предъявляя прямых доказательств, что коммунисты проникли в Государственный департамент США, что приводит к серии скандальных антикоммунистических правительственных расследований в Соединённых Штатах.
- 12 февраля: Советский Союз и Китайская Народная Республика подписывают договор о взаимной обороне.
- 11 марта: Лидер Гоминьдана Чан Кайши переносит свою столицу в Тайбэй, Тайвань, вступая в противостояние с Китайской Народной Республикой.
- 7 апреля: Начальник планирования политики Государственного департамента США Пол Нитце выпускает секретный отчёт NSC 68, в котором утверждается, что сдерживание является краеугольным камнем внешней политики Соединённых Штатов. Это решение будет определять политику США на следующие двадцать лет.
- 11 мая: Министр иностранных дел Франции Роберт Шуман излагает свои предложения объединения Европы, известные как Декларация Шумана, которая знаменует собой начало создания Европейского сообщества.
- 25 июня: Войска Северной Кореи вторгаются в Южную Корею, начинается Корейская война. Совет Безопасности ООН голосует за вмешательство, чтобы защитить Южную Корею. Советский Союз не может наложить вето, так как он бойкотирует Совет Безопасности по вопросу вступления Китайской Народной Республики.
- 4 июля: Силы Организации Объединённых Наций впервые вступают в бой с северокорейскими силами в Осане. Им не удаётся остановить северокорейское наступление, и они отступают на юг, к тому, что впоследствии станет Пусанским периметром.
- 30 сентября: Силы ООН высаживаются в Инчхоне. Нанеся поражение северокорейским войскам, они продвигаются вглубь страны и вновь захватывают Сеул.
- 2 октября: Силы ООН пересекают 38-ю параллель и входят в Северную Корею.
- 5 октября: Китай проводит мобилизацию, мобилизованные силы НОАК развёртываются вдоль реки Ялу.
- 22 октября: Пхеньян, столица Северной Кореи, захвачен силами ООН.
- 22 октября: Китай вторгается в Корею с 300 тыс. солдат, застав силы ООН врасплох. Однако китайцы отступают после первых боёв.
- 15 ноября: Силы ООН подходят к реке Ялу. В ответ Китай снова вторгается в Корею, с 500-тысячной армией. Это наступление вынуждает силы ООН отступить в сторону Южной Кореи.

## 1951
4 января: Китайские войска захватывают Сеул.
14 марта: Силы ООН отбивают Сеул во время операции «Потрошитель». К концу марта они вышли к 38-й параллели и сформировали линию разграничения, пролегающую поперёк Корейского полуострова.
29 марта: Супруги Юлиус и Этель Розенберг осуждены в США за шпионаж за их участие в передаче атомных секретов СССР во время и после Второй мировой войны; Розенберги были казнены 19 июня 1953 года.
11 апреля: Президент США Гарри Трумэн снимает Дугласа Макартура с должности командующего американскими войсками в Корее из-за того, что он требует применения ядерного оружия против противника.
18 апреля: В соответствии с Парижским договором сформировано Европейское объединение угля и стали.
23 апреля: Американский журналист Уильям Оатис арестован в Чехословакии по подозрению в шпионаже.
1 сентября: Австралия, Новая Зеландия и США подписывают договор, создан блок АНЗЮС, обязывающий эти три страны сотрудничать в вопросах обороны и безопасности на Тихом океане.
10 октября: Президент США Гарри Трумэн подписывает Закон о взаимной безопасности, объявляя международному сообществу и, в частности, коммунистическим странам, что США готовы оказать военную помощь «свободным нациям».
14 ноября: Президент США Гарри Трумэн просит Конгресс предоставить военную и экономическую помощь США коммунистической Югославии.
12 декабря: Международное управление Рура снимает часть оставшихся ограничений на немецкое промышленное производство и производственные мощности.

## 1952
- 18 февраля: Греция и Турция присоединяются к НАТО.
- 28 апреля: Сан-Францисский договор, подписанный Японией 8 сентября 1951 года, вступает в силу, и Япония подписывает Тайбэйский договор, формально заканчивая период оккупации и изоляции и становясь суверенным государством.
- Июнь: Стратегическое авиационное командование начинает развёртывание ядерных стратегических бомбардировщиков «Конвэр» B-36 и B-47 «Стратоджет» по программе трёхнедельной ротации «Reflex Alert», на зарубежных базах, таких как специально построенная авиабаза Нуассёр во французском Марокко, размещая их в пределах беспосадочного перелёта до Москвы без дозаправки.
- 14 июня: В США заложен киль первой в мире атомной подводной лодки «Наутилус».
- 30 июня: План Маршалла заканчивается, и объём промышленного производства в Европе значительно превышает уровень 1948 года.
- 23 июля: Гамаль Абдель Насер возглавляет переворот «Свободных офицеров» против короля Египта Фарука.
- 2 октября: Великобритания успешно испытала свою первую атомную бомбу в ходе операции «Ураган». Испытание делает Великобританию третьей ядерной державой в мире.
- 1 ноября: Соединённые Штаты испытывают свою первую термоядерную бомбу «Айви Майк».
- 4 ноября: Генерал Дуайт Эйзенхауэр побеждает Адлая Стивенсона на президентских выборах в США

## 1953
- 20 января: Инаугурация Дуайта Эйзенхауэра, Джон Фостер Даллес становится государственным секретарём США.
- 3 февраля: Резня Батепа на Сан-Томе и Принсипи.
- 28 февраля: Югославия, Греция и Турция подписывают Балканский пакт. Основная цель пакта — сдерживание советского экспансионизма.
- 5 марта: Смерть Сталина, начало борьбы за власть в советском руководстве. НАТО обсуждает возможность самороспуска.
- 17 июня: Восстание 1953 года (так называемый «Мармеладный бунт») в Восточной Германии подавлено советскими войсками. Дискуссии о самороспуске НАТО временно прекращаются.
- 26 июля: Движение 26 июля, возглавляемое Фиделем Кастро, пытается свергнуть правительство Фульхенсио Батисты, начинается Кубинская революция.
- 27 июля: Соглашение о перемирии положило конец боевым действиям в Корейской войне после того, как Президент США Дуайт Эйзенхауэр пригрозил применить ядерное оружие.
- 19 августа: Центральное разведывательное управление (ЦРУ) и британская МИ-6 содействуют роялистскому перевороту в Иране, в результате которого Мохаммад Реза Пехлеви возвращается к власти в качестве шаха Ирана, премьер-министр Мохаммед Мосаддык свергнут в результате операции «Аякс». Переворот был организован из-за иранской национализации нефтяной промышленности и опасений присоединения Ирана к Советскому блоку. СССР соблюдает нейтралитет по отношению к происходящему в Иране.
- 7 сентября: Никита Хрущёв становится лидером Коммунистической партии СССР. Его главный соперник Лаврентий Берия казнён в декабре.
- 23 сентября: Испания и США подписывают Мадридский пакт.
- 4—8 декабря: Президент США Дуайт Эйзенхауэр встречается с Черчиллем и Жозефом Ланиэлем из Франции на Бермудских островах.

## 1954
- 21 января: США спустили на воду первую в мире атомную подводную лодку «Наутилус». Атомные подводные лодки станут основным средством ядерного сдерживания.
- 8 марта: Соединённые Штаты и Япония подписали Соглашение о взаимной помощи в области обороны между США и Японией.
- 13 марта: В СССР создан КГБ, правопреемник НКВД.
- Апрель — июнь: Слушания в Конгрессе США по делу Армии и Маккарти транслируются по американскому телевидению, что приводит к потере поддержки маккартизма.
- 7 мая: Вьетминь побеждает французов при Дьенбьенфу. Франция уходит из Индокитая, оставляя четыре независимых государства: Камбоджу, Лаос и то, что стало Северным Вьетнамом и Южным Вьетнамом. Женевские соглашения призывают к свободным выборам для объединения Вьетнама, но ни одна из крупных западных держав не желает, чтобы это произошло в случае вероятной победы Вьетминя (националистически настроенных коммунистов).
- 17 мая: Восстание Хукбалахап на Филиппинах подавлено.
- 2 июня: Сенатор Джозеф Маккарти утверждает, что коммунисты проникли в ЦРУ и в отрасль атомного оружия США.
- 18 июня: Избранное левое правительство Гватемалы свергнуто в результате переворота при поддержке ЦРУ. Устанавливается неустойчивый правый режим. Оппозиция ведёт к партизанской войне с марксистскими повстанцами, в которой с обеих сторон совершаются серьёзные нарушения прав человека. Тем не менее режим просуществовал до конца Холодной войны.
- 8 июля: Полковник Карлос Кастильо Армас избран председателем хунты, свергнувшей администрацию президента Гватемалы Хакобо Арбенса Гусмана.
- 22 июля: Индия аннексирует португальские территории Дадра и Нагар-Хавели.
- 11 августа: Кризис Тайваньского пролива начинается с обстрела тайваньских островов китайскими коммунистами. США поддерживают Тайвань, и кризис разрешается сам собой, поскольку обе стороны воздерживаются от ведения активных боевых действий.
- 8 сентября: Основание Организации Договора о Юго-Восточной Азии (СЕАТО) Австралией, Францией, Новой Зеландией, Пакистаном, Таиландом, Филиппинами, Соединённым Королевством и Соединёнными Штатами. Как и НАТО, она создана для противодействия коммунистической экспансии, на этот раз на Филиппинах и в Индокитае.
- 1 ноября: Начало борьбы за независимость французского Алжира.
- 2 декабря: Китайско-американский договор о взаимной обороне подписан между Соединёнными Штатами и Китайской Республикой.
- 15 декабря: Суринам становится составной частью Нидерландов.

## 1955
- 24 февраля: Багдадский пакт подписан Ираном, Ираком, Пакистаном, Турцией и Соединённым Королевством. Он создан для сопротивления коммунистической экспансии на Ближнем Востоке.
- Март: Начало советской помощи Сирии. Сирийцы останутся союзниками Советов до конца холодной войны.
- 18 апреля: Азиатско-африканская конференция (также известная как Бандунгская конференция) впервые проводится в Бандунге, Индонезия.
- Апрель: Возникло Движение неприсоединения. Его возглавляют Джавахарлал Неру из Индии, Сукарно из Индонезии, Тито из Югославии, Гамаль Абдель Насер из Египта и Кваме Нкрума из Ганы. Это движение призвано стать оплотом против «опасной поляризации» мира того времени и восстановить баланс сил с меньшими странами.
- 5 мая: Союзники прекращают военную оккупацию Западной Германии.
- 6 мая: Соединённые Штаты устанавливают официальные дипломатические отношения с Западной Германией, за которыми вскоре следуют Великобритания и Франция.
- 9 мая: Западная Германия присоединяется к НАТО и начинает перевооружение.
- 14 мая: Варшавский договор подписан в Восточной Европе и включает в себя Восточную Германию, Чехословакию, Польшу, Венгрию, Румынию, Албанию, Болгарию и Советский Союз. Он действует как коммунистический военный аналог НАТО.
- 15 мая: Завершается союзническая оккупация Австрии.
- 18 июля: Президент США Дуайт Эйзенхауэр, Премьер-министр Великобритании Энтони Иден, Председатель Совета министров СССР Николай Булганин и Премьер-министр Франции Эдгар Фор, известные как «Большая четвёрка», прибывают на Женевский саммит. Среди присутствующих советский лидер Никита Хрущёв.
- 15 августа: Первая гражданская война в Судане начинается между севером и югом.
- 1 ноября: Официальное начало войны во Вьетнаме.

## 1956
- 25 февраля: Никита Хрущёв выступает с докладом «О культе личности и его последствиях» на закрытом заседании ХХ съезда партии КПСС. Речь знаменует собой начало десталинизации.
- 20 марта: Тунис становится независимым от Франции.
- 28 июня: В Познани, Польша, антикоммунистические протесты подавлены правительственными войсками.
- Июль: Соединённые Штаты и Великобритания отменяют предложения о помощи в строительстве Асуанской плотины в Египте из-за закупок Египтом оружия у Восточного блока. Лидер Египта Гамаль Абдель Насер в ответ национализирует Суэцкий канал, начинается Суэцкий кризис.
- 23 октября: Венгерская революция 1956 года: венгры восстают против советского владычества. Они подавлены советскими войсками, которые восстанавливают коммунистическое правительство.
- 29 октября: Суэцкий кризис: Франция, Израиль и Великобритания нападают на Египет с целью отстранения Гамаля Абдель Насера от власти. Международное дипломатическое давление вынуждает нападавших отступить. Министр иностранных дел Канады Лестер Пирсон призывает Организацию Объединённых Наций направить на спорную территорию первые в своём роде миротворческие силы. Лестер Пирсон получает Нобелевскую премию мира за свои действия и вскоре становится премьер-министром Канады.
- 6 ноября: Дуайт Эйзенхауэр побеждает на переизбрании, во второй раз победив Адлая Стивенсона на президентских выборах 1956 года в США.
- Декабрь: В Южном Вьетнаме начинается повстанческое движение Вьетконга, снабжающееся Северным Вьетнамом.

## 1957
- 5 января: Доктрина Эйзенхауэра обязывает Соединённые Штаты защищать Иран, Пакистан и Афганистан от коммунистических посягательств.
- 22 января: Израильские войска уходят с Синайского полуострова, который они оккупировали в 1956 году.
- 15 февраля: Андрей Громыко заступает на пост Министра иностранных дел СССР.
- 6 марта: Гана становится независимой от Великобритании в соответствии со статусом Содружества.
- 2 мая: Смерть сенатора Джозефа Маккарти, идейного вдохновителя маккартизма.
- 15 мая: Великобритания испытала свою первую водородную бомбу.
- 31 августа: Малайзия получает независимость от Соединённого Королевства.
- 1 октября: Стратегическое авиационное командование инициирует круглосуточную ядерную боевую готовность (непрерывно до её прекращения в 1991 году) в ожидании внезапной атаки советских межконтинентальных баллистических ракет.
- 4 октября:
  - Запуск Советским Союзом первого искусственного спутника Земли.
  - Презентация в Канаде нового истребителя-перехватчика «Авро Арроу».
- 3 ноября: В космос запущен «Спутник-2» с первым живым существом на борту — собакой Лайкой.
- 7 ноября: Заключительный отчёт специального комитета, созванного Президентом США Дуайтом Эйзенхауэром для проверки готовности страны к обороне, указывает на то, что Соединённые Штаты сильно отстают от СССР в ракетных возможностях, и призывает к интенсификации кампании по строительству бомбоубежищ для защиты американцев.
- 15 ноября: Советский лидер Никита Хрущёв заявляет, что Советский Союз имеет ракетное превосходство над Соединёнными Штатами, и вызывает Америку на ракетное «стрельбище», чтобы подтвердить свою правоту.
- 16—19 декабря: НАТО проводит свой первый саммит в Париже. Это первая встреча лидеров НАТО с момента подписания Североатлантического договора в апреле 1949 года.

## 1958
- 28 января: Китайский лидер Мао Цзэдун инициирует «Большой скачок вперёд».
- 31 января: Армия США запускает «Эксплорер-1», первый американский искусственный спутник.
- 1 февраля: Образована Объединённая Арабская Республика.
- 18 мая: Во время бомбардировки в поддержку восстания Перместа против индонезийского лидера Сукарно бомбардировщик B-26, предоставленный ЦРУ, сбит в Амбоне, Индонезия. Пилот, гражданин США Аллен Лоуренс Поуп схвачен и заключён в тюрьму.
- Июнь: Сбит военно-транспортный самолёт C-118, перевозивший грузы из Турции в Иран. Девять членов экипажа освобождены советским правительством через неделю и несколько дней.
- 14 июля: Переворот в Ираке, известный как Революция 14 июля, приводит к свержению пробританского монарха. Ирак начинает получать поддержку от СССР. Ирак будет поддерживать тесные связи с Советским Союзом на протяжении всей Холодной войны и после её окончания.
- Август: Американские БРСД «Тор» развёрнуты в Великобритании, в пределах досягаемости до Москвы.
- 23 августа: Второй кризис в Тайваньском проливе начинается после того как Китай начинает бомбить Кемой.
- 1 сентября: Исландия расширяет зону рыболовства. Соединённое Королевство выступило против этих действий и в конечном итоге направило часть своего флота в зону, что спровоцировало «Тресковые войны».
- 4 октября: Создано Национальное управление по аэронавтике и исследованию космического пространства, более известное как НАСА.
- 8 октября: Гвинея становится независимой от Франции.
- Ноябрь: Начало берлинского кризиса 1958—1959 годов, Первый секретарь ЦК КПСС Никита Хрущёв требует от западных держав покинуть Берлин.

## 1959
- 1 января: Фидель Кастро побеждает в кубинской революции и становится диктатором Кубы. В течение следующих нескольких лет по всей Латинской Америке возникают партизанские движения, вдохновлённые кубинским примером, зачастую подготовленные и снабжаемые кубинцами и СССР.
- 10—23 марта: Восстание в Тибете против китайского владычества.
- 24 марта: Новое правительство Республики Ирак выходит из состава Организации Центрального договора (СЕНТО).
- 24 июля: Во время открытия Американской национальной выставки в Москве Вице-президент США Ричард Никсон и Первый секретарь ЦК КПСС Хрущёв открыто обсуждали возможности каждой сверхдержавы. Этот разговор известен как «Кухонные дебаты».
- 7 августа: «Эксплорер-6» запущен на орбиту, чтобы сделать снимки планеты Земля.
- Сентябрь: Первый секретарь ЦК КПСС Никита Хрущёв посещает США в течение 13 дней, и ему отказывают в доступе в Диснейленд. Вместо этого он посещает Сиуорлд (тогда называвшийся «Тихоокеанский Мэринленд»).
- 22 октября: Запуск «Луны-3», чтобы сделать снимки обратной стороны Луны.
- Ноябрь: Начало Руандийской революции.
- Декабрь: Формирование Северным Вьетнамом НФОЮВ (часто называемого Вьетконгом), коммунистического повстанческого движения, которое стремится свергнуть антикоммунистический режим Южного Вьетнама. Вьетконг снабжается Северным Вьетнамом и через некоторое время СССР.